# 顾锦屏
顾锦屏（1933年2月—），男，汉族，上海崇明人，中国翻译家，中共中央编译局原常务副局长、研究员，中国翻译协会资深翻译家，翻译文化终身成就奖获得者。